# Acid King
Acid King is een stoner doommetal-band uit San Francisco. Het werd in 1993 opgericht door Lori S. (zanger en gitarist), Joey Osbourne (drummer) en Peter Lucas (bassist). Sindsdien heeft de band vier studioalbums en drie ep's opgenomen (met wisselende bezettingen aan de bas).

## Bezetting

### Huidige leden
- Lori S. (e-gitaar, zang, songteksten, sinds 1993)
- Joey Osbourne (drums, sinds 1993)
- Mark Lamb (e-basgitaar, sinds 2006)

### Voormalige leden
- Dale Crover – extra zang op de ep Acid King
- Peter Lucas (e-basgitaar, 1993–1996) – meewerkend op Acid King op het album Zoroaster
- Dan Southwick (e-basgitaar, 1996–1998) – meewerkend op Down with the Crown
- Brian Hill (e-basgitaar, 1998–1999) – meewerkend op Busse Woods
- Guy Pinhas (e-basgitaar, 1999–2005) – meewerkend op Free... en III
- Rafa Martinez (e-basgitaar, (2005–2006)

## Geschiedenis
De naam van de band is ontleend aan het boek Say You Love Satan van David St. Clair. De hoofdpersoon Ricky Kasso, die in 1984 een satanische moord pleegde in Northport (New York), heeft de bijnaam The Acid King. Volgens Lori S. was de naam van de band al bekend voordat hij samen met Peter Lucas en een paar maanden later met Joey Osbourne een band vormde. Acid King speelde aanvankelijk verschillende concerten met bands als The Melvins, The Obsessed en Hawkwind, voordat ze in 1994 hun eerste ep uitbrachten. Met wisselende basbezettingen werden tot 2006 nog twee ep's en drie albums opgenomen. Na een onderbreking van negen jaar werd in het voorjaar van 2015 het vierde studioalbum Middle of Nowhere, Center of Everywhere uitgebracht. De band Acid King wordt genoemd in twee boeken die in 2003 zijn gepubliceerd, eerst in The Encyclopedia of Heavy Metal en ten tweede in het boek A to Z of Doom, Gothic & Stoner Metal. In de in 2009 voltooide documentaire Such Hawks Such Hounds - Scenes from the American Hardrock Underground is ze een van de geportretteerde bands.

## Stijl
De muziek van de band wordt toegewezen aan de stoner doom. Beïnvloed door traditionele doommetal en psychedelische rock, wordt Acid Kings muziek gekenmerkt door langzame, diep gespeelde en zwaar vervormde gitaarriffs, vergezeld van de kenmerkende, hypnotische stem van de zanger. In een interview met The Obelisk noemt Lori S. het album Middle of Nowhere, Center of Everywhere meer volwassen dan de vorige publicaties. Ze wees er echter ook op dat Acid King nauwelijks veranderde en dat de nuances van het geluid gevarieerd waren. Ze trekt parallellen met andere populaire bands, wier stijl in de afgelopen decennia slechts licht is veranderd. Lori S. noemt het album, in vergelijking met de eerdere Acid King-publicaties, een meer sfeervol en minder hard en luid album.

## Discografie

### Studio-opnamen
- 1994: Acid King – ep, opnieuw uitgebracht bij The Early Years (Sympathy for the Record Industry)
- 1995: Zoroaster – album, opnieuw uitgebracht bij The Early Years (Sympathy for the Record Industry)
- 1997: Down with the Crown – ep, opnieuw uitgebracht als een split met Altamont (Man's Ruin Records)
- 1999: Busse Woods (Man's Ruin Records)
- 2004: Small Stone Records – album, opnieuw uitgebracht met bonusnummers (Small Stone)
- 2007: opnieuw uitgebracht als plaat (Kreation)
- 2001: Free...  – ep, uitgebracht als een split met The Mystick Krewe en Clearlight (Man's Ruin Records)
- 2005: Acid King III – album, in 2006 opnieuw uitgebracht als plaat (Kreation) (Small Stone Records)
- 2006: The Early Years – compilatie met remasters van Acid King en Zoroaster (Leaf Hound Records)
- 2015: Middle of Nowhere, Center of Everywhere – album (Svart Records)

### Compilatie-medewerkingen
- 1999: Not Fragile (BTO-Cover) op In the Groove (The Music Cartel)
- 2003: Motorhead (Hawkwind Cover) op Daze of The Underground (Godreah Records)
- 2006: The Stake (Steve Miller Band Cover) op Sucking the 70's – Back in the Saddle Again (2006 Small Stone Records)

Not Fragile en Motorhead werden bij Busse Woods opnieuw uitgebracht